# 광탄면
광탄면(廣灘面)은 대한민국 경기도 파주시의 면이다. 북쪽으로는 법원읍, 북서쪽으로는 파주읍, 서쪽으로는 월롱면과 조리읍, 동쪽으로는 양주시 광적면과 백석읍, 남쪽 혜음령 방향으로는 고양시 덕양구 벽제동(구 경기 고양 벽제읍)과 인접해 있다. 윤관 장군묘와 서울특별시립 용미리 공동묘지가 있다.

## 개요
광탄면 지역은 고구려 시대에는 술이홀현에 속한 곳이었으며, 그 후 남북국 시대 때 한주의 봉성현, 고려 전기에는 양주, 후기에는 양광도의 서원현, 그리고 조선 말기까지 파주군에 속했다. 광탄이라는 명칭이 1841년 《파주목읍지》에 등장하는 것으로 미루어 그 이전부터 현재와 거의 같은 지역에, 같은 이름으로 불렸을 것으로 추정할 수 있는데, 양주군 백석면과 광적면 양쪽에서 흘러 내린 물이 문산천으로 합류하여 넓은 여울을 형성하는 데서 광탄(廣灘)이라 칭하였다.
1899년(광무 3년)에는 6개 리로 구성되어 있다가 1914년 양주군 백석면 마장리 일부가 편입되어 7개리로 편제되었으며, 1983년 대통령령 제11027호에 의해 양주군 백석면의 기산리와 영장리 2개리가 편입되어 현재 면 소재지인 신산리를 비롯하여 9개 리로 구성되어 있다.
용미리에 서울특별시 관할의 장묘시설인 서울시립공동묘지가 있어서, 명절에도 자손들이 많이 찾는 지역이다.

## 역사
- 2016년 6월 10일 : 행정 구역 개편으로 마장3리, 마장4리 분할 및 발랑리를 발랑1리, 발랑2리, 발랑3리로, 방축리를 방축1리, 방축2리, 방축3리로 분할[2]

## 행정 구역
| 법정리 | 한자명 | 행정리                                      | 비고                   |
| ------ | ------ | ------------------------------------------- | ---------------------- |
| 기산리 | 基山里 | 기산1리, 기산2리                            |                        |
| 마장리 | 馬場里 | 마장1리, 마장2리,마장3리,마장4리            |                        |
| 발랑리 | 發郞里 | 발랑1리,발랑2리,발랑3리                     |                        |
| 방축리 | 防築里 | 방축1리, 방축2리,방축3리                    |                        |
| 분수리 | 汾水里 | 분수1리, 분수2리, 분수3리                   |                        |
| 신산리 | 新山里 | 신산1리, 신산2리, 신산3리, 신산4리, 신산5리 | 면 행정복지센터 소재지 |
| 영장리 | 靈場里 | 영장1리, 영장2리, 영장3리                   |                        |
| 용미리 | 龍尾里 | 용미1리, 용미2리, 용미3리, 용미4리          |                        |
| 창만리 | 倉滿里 | 창만1리, 창만2리, 창만3리, 창만4리, 창만5리 |                        |

## 문화재
- 심지원 묘 및 신도비 - 경기도 기념물 제137호